# Танамырза
Танамырза (каз. Таңамырза, до 1999 г. — Чапай) — село в Аксуатском районе Абайской области Казахстана. Входит в состав Ойшиликского сельского округа. Код КАТО — 635859500.

## Население
В 1999 году население села составляло 608 человек (317 мужчин и 291 женщина). По данным переписи 2009 года, в селе проживало 546 человек (292 мужчины и 254 женщины).